# Andrea Chiodi
Andrea Chiodi (Varese, 24 agosto 1979) è un regista teatrale italiano.

## Biografia
Allievo di Piera Degli Esposti, e laureato in Giurisprudenza con una tesi sulla tragedia greca sotto la guida di Eva Cantarella. Si trasferisce a Los Angeles nel 2003 dove segue alcuni corsi. Nel 2006 è  assistente alla regia di Gabriele Lavia al teatro Argentina di Roma.
Vince il premio Alfonso Marietti dell’Accademia dei Filodrammatici di Milano, il premio talenti emergenti di Lombardia, il Golden Graal per il teatro,  ed è finalista con La bisbetica Domata ai premi Ubu, il maggior riconoscimento per il teatro Italiano, e ai premi Hystrio. Vince il premio Mario Mieli 2019. Collabora con svariate istituzioni culturali italiane e straniere: Teatro Due, Teatro Regio, Teatro Argentina, Teatro stabile di Brescia, teatro stabile di Bolzano, Teatro Olimpico di Vicenza, Teatro stabile di Catania, Teatro Carcano, Lac di Lugano, Tnn di Nizza, e Teatro di Innsbruck. È docente presso l’accademia dell'Opera di Verona, la scuola del Piccolo teatro di Milano e la scuola del teatro stabile del Veneto.
Dal 2010 è ideatore e direttore artistico del Festival Tra Sacro e Sacro Monte. Dal 2018 è direttore artistico della stagione di prosa del teatro di Varese
Nel 2015 è direttore artistico, per la Fabbrica del Duomo, del grande spettacolo sulle terrazze del Duomo di cui firma anche la regia.
Dal 2014 al 2015 ha la direzione artistica dei due grandi eventi in piazza duomo a Milano per le dirette televisive in occasione di Expo, eventi per cui cura anche la regia.
Dal 2014 è assistente alla direzione artistica per la prosa al LAC di Lugano 
Nel 2015 è nominato direttore artistico delle tre settimane di inaugurazione del LAC Lugano Arte e Cultura coordinando più di 30 spettacoli e firmando la regia dei momenti istituzionali.
Nel 2010 Cura la regia e la direzione artistica dello show sui 150 anni dell’unità d’Italia in Piazza Vittorio a Torino con Roberto Vecchioni, in diretta Rai in collaborazione con il teatro regio di Torino.
Nel 2010 Dirige per il teatro Eliseo di Roma “Cara beltà” con Leo Gullotta, Giuliana Lojodice, Eros Pagni, Paolo Poli, Luca Lazzareschi,  Maria Paiato, Patrizia Milani e Maurizio Donadoni. 
Nel 2008 Per Rai Uno cura la regia e la direzione artistica dell’evento “Voci e immagini della Costituzione” nella Sala dei Cinquecento a Firenze, in occasione del 60º anniversario della Costituzione Italiana con Ottavia Piccolo in collaborazione con la presidenza della repubblica e Tg1
Nel 2000 inizia un importante studio sulla Commedia di Dante sotto la guida di Piera Degli Esposti, lavoro che lo porterà all’allestimento dello spettacolo “Da che verso prender la commedia.
Si specializza nella direzione e organizzazione di elaborate rappresentazioni all’aperto e in spazi non convenzionali, lavoro che lo porterà a collaborare in modo continuativo con la Pontificia Commissione ai Beni Culturali come direttore artistico di svariati eventi e per la quale scrive e dirige spettacoli presso le catacombe di San Callisto a Roma e altre produzioni per il Teatro Argentina. 
Lavora per l’istituto nazionale di drammaturgia di Orvieto allestendo e organizzando grandi spettacoli sul sagrato del duomo di Orvieto.

## Teatro
- “Mela” di Dacia Maraini,2005 Produzione CCC
- “La Bottega dell'Orefice” di K. Wojtyla, 2006 Produzione CCC
- “EttyHillesum cercando un tetto a Dio” di Marina Corradi, 2007 Produzione CCC
- “Sogno di una notte di mezza estate” di William Shakespeare. 2008 Produzione Rete
- “La Strada” di Pinelli-Fellini, 2009 produzione teatro universitario di Innsbruck
- “Davide van Des Froos Show” 2009
- “Stabat Mater” di Tiziano Scarpa con Stefania Pepe  (premio Strega 2009). 2009 Produzione Rete
- “Stragiudamento” di Angela Demattè con Alberto Mancioppi. Produzione stagione tra SacroeSacromonte 2011
- "Giovanna D'Arco" di Maria Luisa Spaziani con Elisabetta Pozzi 2012
- Dirige per il teatro Eliseo di Roma “Cara beltà” con Leo Gullotta, Giuliana Lojodice, Eros Pagni, Paolo Poli, Luca Lazzareschi,  Maria Paiato, Patrizia Milani e Maurizio Donadoni, produzione Cult-er, La Gardenia.
- La storia della Fabbrica del Duomo, spettacolo sulle terrazze del Duomo di Milano produzione Expo fabbrica del Duomo 2015
- Elena di Ritsos con Elisabetta Pozzi produzione Fatti non Foste 2016
- Medea Con Elisabetta Pozzi produzione teatro Due Parma 2016
- La Locandiera di Goldoni produzione Proxima Res con Tinndaro Granata, Mariangela Granelli, Emiliano Masala, Francesca Porrini e Caterina Carpio 2016
- I Persiani di Eschilo, con Elisabetta Pozzi, Raffaele Esposito e Ivan Zerbinati Produzione TeatroDue Parma 2017
- Una bestia sulla luna di Richard Kalinosky produzione teatro stabile di Brescia CTB 2017
- Bisbetica domata, di Wiliam Shakespeare adattamento di Angela Demattè, con Tindaro Granata, Angelo di Genio e Christian La Rosa produzione LuganoInScena LAC 2017
- Fare un'anima di G.Poretti con Giacomo Poretti produzione AGIDI 2018
- Apologia di Campbel produzione Ctb teatro stabile di Brescia e teatro stabile di Catania 2018
- Ecuba di M.Carr produzione Ctb teatro stabile di Brescia e teatro Olimpico di Vicenza
- Chiedimi se sono di turno di G.Poretti con Giacomo Poretti produzione AGIDI 2019
- Troiane da Euripide adattamento e traduzione di Angela Demattè con Elisabetta Pozzi e Federica Fracassi produzione Ctb teatro stabile di Brescia, Settembre 2020
- Ultime sette parole di Cristo produzione Fondazione La Toscanini Parma, Aprile 2021
- The Children di Lucy Kirkwood con Elisabetta Pozzi, Giovanni Crippa, Francesca Ciocchetti, produzione Ctb Brescia, Maggio 2021
- Innamorati di Carlo Goldoni produzione teatro stabile del Veneto teatro Nazionale, ottobre 2022
- Le allegre Comari di Windsor di William Shakespeare, produzione teatro stabile del Veneto teatro Nazionale, Teatro Romano di Verona, Luglio 2023
- "La fregatura di avere un'anima" di e con Giacomo Poretti, Dicembre 2024

## Radio e televisione
- Per Rai Uno cura la regia dell'evento “Voci e immagini della Costituzione” nella Sala dei Cinquecento a Firenze, in occasione del 60º anniversario della Costituzione Italiana con Ottavia Piccolo.
- Cura la regia dello show sui 150 anni dell'unità d'Italia in Piazza Vittorio a Torino con Roberto Vecchioni e Miriam Leone, in diretta Rai
- Per rai educational lavora alla costruzione di un nuovo format con Massimo Bernardini.
- Dal 2000 al 2006 scrive e conduce programmi radio per radio in blu e radio24.

## Altro
- Per Walt Disney cura il lancio di Thor e Capitan America al salone del libro di Torino.
- Show d'apertura da Piazza Duomo di Expo 2015 per il padiglione Vaticano
- La storia della fabbrica del Duomo per Expo 2015
- Premio emergenti di Lombardia - 2006 Golden Graal come regista emergente - 2012. Premio Mario Mieli per La Bisbetica Domata 2019